# Stanisław Dąmbski
Stanisław Dąmbski (28. prosince 1865 Rudna Wielka – 29. března 1941 Rudna Wielka) byl rakouský šlechtic a politik polské národnosti z Haliče, na konci 19. století poslanec Říšské rady.

## Biografie
Byl šlechtického původu. Vystudoval Jagellonskou univerzitu. Měl titul doktora práv. Po dokončení školy se ujal správy svého statku.
V letech 1913–1914 byl poslancem Haličského zemského sněmu a členem zemského výboru ve Lvově.
Byl i poslancem Říšské rady (celostátního parlamentu Předlitavska), kam usedl doplňovacích volbách do Říšské rady roku 1899 za kurii velkostatkářskou. Nastoupil 7. července 1899 místo Leona Chrzanowského. Rezignace byla oznámena na schůzi 22. února 1900. Ve volebním období 1897–1901 se uvádí jako rytíř Dr. Stanislaus von Dąmbski, statkář, bytem Rudna, pošta Řešov.
V letech 1928–1935 zasedal jako člen Polského senátu.